# 미시시피 리버킹스
| 미시시피 리버킹스 |                                                                 |
| 설립연도          | 1992년 2011년(SPHL 가입)                                        |
| 해체연도          |                                                                 |
| 역사              | 멤피스 리버킹스 (1992년~2011년) 미시시피 리버킹스 (2011년~현재) |
| 경기장            | 랜더스 센터                                                     |
| 연고지            | 미시시피주 사우스에이븐                                         |
| 상징색            | 검정, 하양, 금                                                  |
| 구단주            | 매덕스 파운데이션                                               |
| 단장              |                                                                 |
| 감독              | 데릭 랜드메세르                                                 |
| 정규시즌 우승     |                                                                 |
| 플레이오프 우승   | CHL : 2 (2002, 2003)                                            |
| 영구 결번         | 13, 31, 55                                                      |

미시시피 리버킹스(Mississippi RiverKings)는 미국 미시시피주 사우스에이븐을 연고지로 하는 SPHL 소속 아이스 하키팀이다. 1992년부터 2011년까지 CHL에 참가하였다가, 2011~2012시즌부터 SPHL로 옮겼다.

## 역대 홈경기장
| 경기장                            | 사용기간      | 수용인원 | 장소                    | 비고 |
| --------------------------------- | ------------- | -------- | ----------------------- | ---- |
| 멤피스 리버킹스/미시시피 리버킹스 |               |          |                         |      |
| 미드-사우스 콜리시엄              | 1992년~2000년 | 10,085명 | 미시시피주 멤피스       | 빈칸 |
| 랜더스 센터                       | 2000년~현재   | 8,400명  | 미시시피주 사우스에이븐 | 빈칸 |